# أجيرلو
أجيرلو هي قرية في مقاطعة بارس أباد، إيران. عدد سكان هذه القرية هو 5,461 في سنة 2006.